# Drobnoszczękie
Drobnoszczękie (Micrognathozoa) – typ mikroskopijnych, morskich zwierząt bezkręgowych, do którego zalicza się jeden tylko znany gatunek: Limnognathia maerski. Charakteryzuje się skomplikowanym aparatem szczękowym wytworzonym z wyrostków kutykularnych. Razem ze szczękogębymi (do których jest podobny), wrotkami i kolcogłowami grupowane są w taksonie Gnathifera.
Odkrycie tego gatunku miało miejsce w 2000 roku, a dokonali go dwaj duńscy naukowcy – R. Kristensen i P. Funch, znani już z wprowadzenia do systematyki zwierząt innego typu: lejkogębców.
Do charakterystycznych cech tych niewielkich zwierząt zalicza się obecność czułych na dotyk szczecin na całym ciele, na stronie brzusznej znajdują się lokomotoryczne ciliofory. Ciało składa się z głowy, tułowia i odwłoku. W części głowowej znajduje się aparat gardzielowy, tułów ma charakterystyczny harmonijkowaty kształt, a na grzbietowej stronie odwłoku mieści się okresowo funkcjonujący odbyt. Grzbietowa strona ciała pokryta jest charakterystycznymi płytkami. Drobnoszczękie rozmnażają się partenogenetycznie. Wszystkie znalezione dotychczas osobniki to samice.
W gardzieli Micrognathozoa znajduje się skomplikowany aparat szczękowy. Mimo swoich niewielkich rozmiarów, składa się z 15 niezależnych elementów, połączonych mięśniami o również bardzo finezyjnej budowie. To właśnie struktura szczęk zadecydowała w dużym stopniu o utworzeniu dla L. maerski nowego typu zwierząt.